# Solitaire cipher
O algoritmo criptográfico conhecido como Solitaire foi criado por Bruce Schneier "para permitir que agentes de campo se comuniquem de forma segura sem precisar de eletrônicos ou ter que carregar objetos incriminadores", a pedido de Neal Stephenson para usar no enredo do seu livro Cryptonomicon. O algoritmo foi desenvolvido para ser um sistema criptográfico manual calculado com a utilização de um baralho normal. No livro, esse algoritmo é originalmente chamado Pontifex para ocultar o fato que envolve cartas de baralho.

## References
1. ↑  Schneier, Bruce (1999). «Solitaire». Consultado em 2 de julho de 2006